# ニテロイ現代美術館

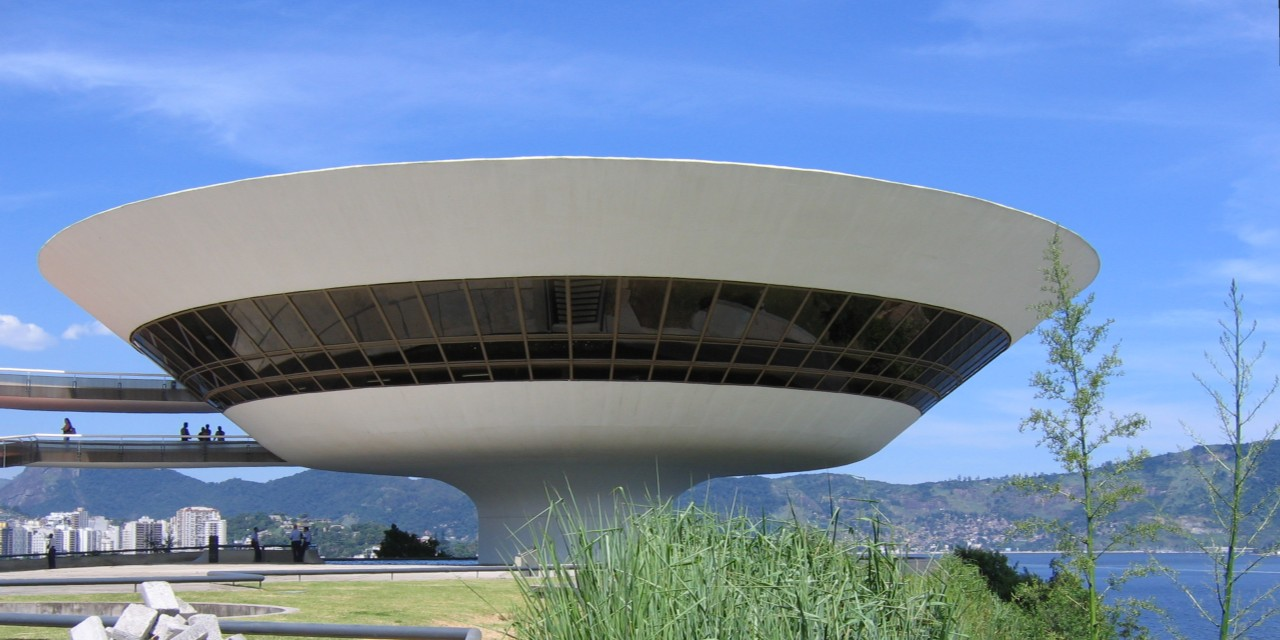
ニテロイ現代美術館

ニテロイ現代美術館 (ニテロイげんだいびじゅつかん、ポルトガル語: Museu de Arte Contemporânea de Niterói) は、ブラジルのリオデジャネイロ州のニテロイにある美術館。
建築家のオスカー・ニーマイヤーとエンジニアのブルーノ・コンタリーニによって設計されたモダンな建物が特徴。この形は「花をイメージした」とニーマイヤーは語っているが、不時着した宇宙船のようだというのが一般の印象である。そのため、ニテロイ市民はDisco Voador（空飛ぶ円盤の意味）とよぶ。
グアナバラ湾を挟んで反対側にあるリオデジャネイロの街や奇岩ポン・ヂ・アスーカルを眺めることができる。

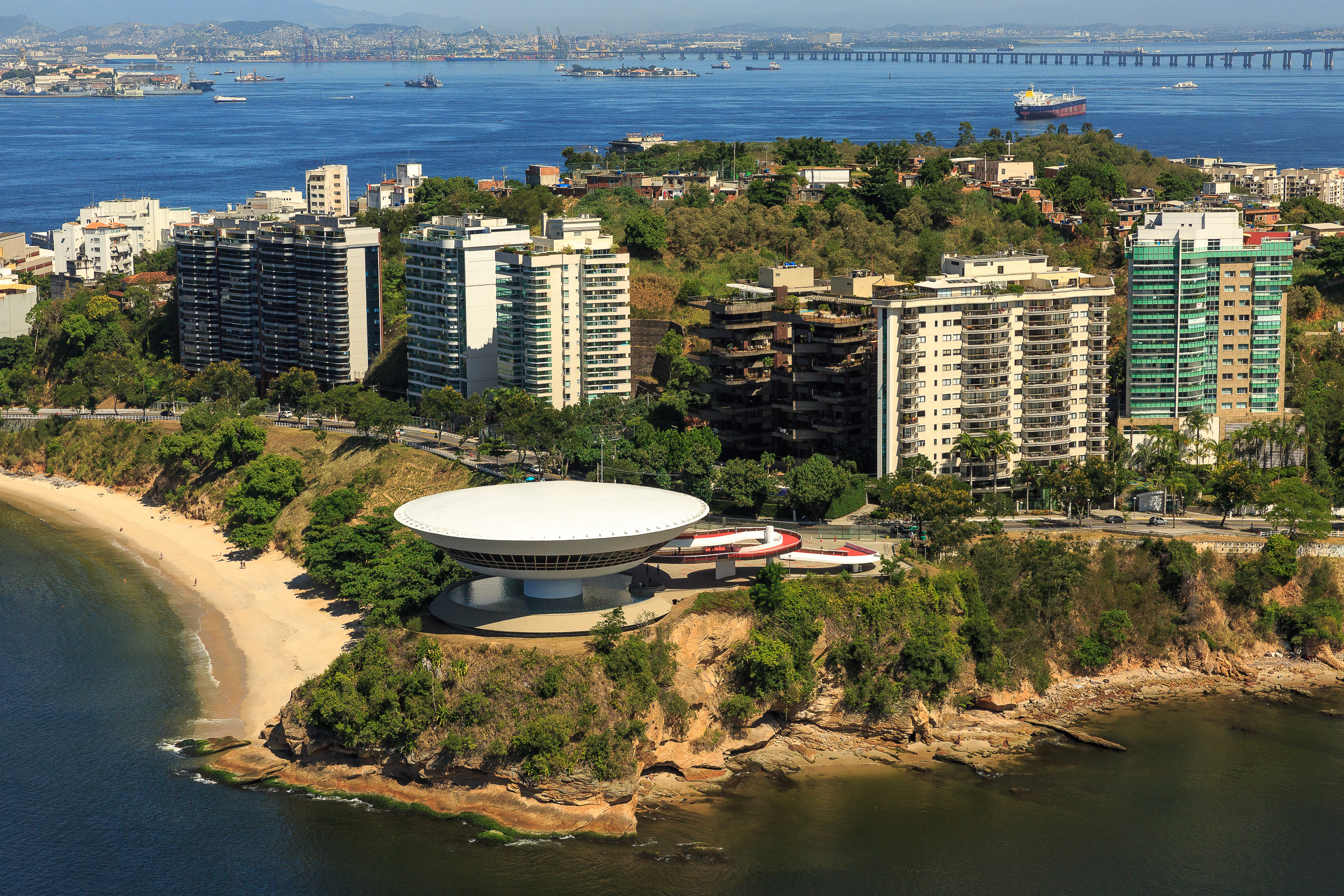
美術館と周囲の建物